# Världsmästerskapen i bågskytte 1958
Världsmästerskapen i bågskytte 1958 arrangerades i Bryssel i Belgien mellan den 20 och 23 juli 1958.

## Medaljsummering

### Recurve
| Event                          | Guld                   | Silver                 | Brons                 |
| Herrarnas individuella tävling | Stig Thysell (SWE)     | Olavi Kallionpaä (FIN) | Roy Matthews (GBR)    |
| Damernas individuella tävling  | Sigrid Johansson (SWE) | Ann Corby (USA)        | Carole Meinhart (USA) |
| Herrarnas lag                  | Finland                | Sverige                | USA                   |
| Damernas lag                   | USA                    | Tjeckoslovakien        | Sydafrika             |

### Medaljtabell
| Pl. | Nation          | Guld | Silver | Brons | Totalt |
| --- | --------------- | ---- | ------ | ----- | ------ |
| 1   | Sverige         | 2    | 1      | -     | 3      |
| 2   | USA             | 1    | 1      | 2     | 4      |
| 3   | Finland         | 1    | 1      | -     | 2      |
| 4   | Tjeckoslovakien | -    | 1      | -     | 1      |
| 5   | Storbritannien  | -    | -      | 1     | 1      |
| 5   | Sydafrika       | -    | -      | 1     | 1      |